# Gruppi di minerali definiti nel ''Fleischer's Glossary of Mineral Species''
Un gruppo di minerali, secondo la definizione dell'Associazione Mineralogica Internazionale (IMA), contiene due o più minerali con la stessa struttura o essenzialmente la stessa struttura e composti di elementi chimicamente simili.
La definizione di gruppo non deve essere confusa con il concetto di specie minerale, la cui classificazione si basa principalmente sull'anione principale, o sul complesso anionico o alla mancanza di un anione.
Il modo di raggruppare i minerali, può essere anche affrontato in modo differente; oltre al modello proposto dall'IMA, di gran lunga il più usato proprio per l'internazionalità della sua commissione, esistono altri tipi di classificazione, come per esempio la Fleischer's Glossary of Mineral Species che segue criteri simili.

## Gruppi di minerali definiti nelFleischer's Glossary of Mineral Species
Nella decima edizione del Fleischer's Glossary of Mineral Species è stato pubblicato un elenco di gruppi di minerali comprendente i seguenti gruppi:
| Nome del gruppo                   | Minerali | fonti |
| --------------------------------- | --- | --- |
| Gruppo dell'adelite-descloizite   | Suddiviso in due sottogruppi | |
| Gruppo dell'aeschynite            | aeschynite-(Ce) · aeschynite-(Nd) · aeschynite-(Y) · nioboaeschynite-(Ce) · nioboaeschynite-(Nd) · nioboaeschynite-(Y) · rynersonite · tantalaeschynite-(Y) · vigezzite | [ 4 ] |
| Gruppo dell'aftitalite            | aftitalite | [ 5 ] |
| Gruppo dell'aikinite              | aikinite · bismutinite · emilite · friedrichite · gladite · hammarite · krupkaite · lindströmite · paarite · pekoite · salzburgite | Gruppo non usato dall'IMA                                                                                       |
| Gruppo dell'alluaudite            | alluaudite · alluaudite-Ca☐ · alluaudite-Na☐ · arseniopleite · badalovite · bradaczekite · calciohatertite · calciojohillerite · camanchacaite · canutite · caryinite · erikapohlite · ferroalluaudite · ferroalluaudite-NaNa · ferrohagendorfite · groatite · hagendorfite · hagendorfite-NaNa · hatertite · johillerite · keyite · khrenovite · maghagendorfite · magnesiocanutite · magnesiohatertite · nickenichite · o'danielite · paraberzeliite · varulite · yazganite · zhanghuifenite · zincobradaczekite | [ 6 ] |
| Gruppo dell'allume                | alum-(K) · alum-(Na) · lonecreekite · lanmuchangite · tschermigite | |
| Gruppo dell'alotrichite           | alotrichite · apjohnite · bílinite · dietrichite · pickeringite · redingtonite · wupatkiite | [ 7 ] |
| Gruppo dell'ambligonite           | ambligonite · montebrasite · natromontebrasite · tavorite | [ 8 ] |
| Gruppo dell'ancylite              | ancylite-(Ce) · ancylite-(La) · calcioancylite-(Ce) · calcioancylite-(La) · calcioancylite-(Nd) · gysinite-(Ce) · gysinite-(La) · gysinite-(Nd) | [ 9 ] |
| Gruppo dell'andalusite            | andalusite · kanonaite · sillimanite | Gruppo non usato dall'IMA                                                                                       |
| Gruppo dell'apofillite            | fluorapofillite-(Cs) · fluorapofillite-(K) · fluorapofillite-(Na) · fluorapofillite-(NH4) · idrossiapofillite-(K) · idrossimcglassonite-(K) | [ 10 ] |
| Gruppo dell'aragonite             | aragonite · cerussite · stronzianite · witherite | |
| Gruppo dell'argirodite            | alburnite · argirodite · canfieldite · putzite · spryite | [ 11 ] |
| Gruppo dell'arsenico              | antimonio nativo · arsenico nativo · bismuto nativo · stibarsenico | |
| Gruppo dell'arseniosiderite       | arseniosiderite · kolfanite · mitridatite · robertsite · sailaufite | [ 12 ] |
| Gruppo dell'arsenopirite          | arsenopirite · froodite · glaucodoto · gudmundite · iridarsenite · osarsite · paxite · ruarsite | |
| Gruppo dell'arthurite             | arthurite · bendadaite · cobaltarthurite · earlshannonite · kunatite · ojuelaite · whitmoreite | |
| Gruppo dell'astrofillite          | astrofillite · bulgakite · idroastrofillite · nalivkinite · niobofillite · tarbagataite · zircofillite | [ 14 ] |
| Gruppo dell'atacamite             | atacamite · hibbingite · kempite | |
| Gruppo dell'atelestite            | atelestite · hechtsbergite · smrkovecite | |
| Gruppo dell'aubertite             | aubertite · magnesioaubertite · svyazhinite · wilcoxite | |
| Gruppo dell'autunite              | abernathyite · arsenuranospathite · autunite · bassetite · chernikovite · fritzscheite · heinrichite · idronováčekite · kahlerite · lehnerite · meta-ankoleite · meta-autunite · metaheinrichite · metakahlerite · metakirchheimerite · metalodèvite · metanatroautunite · metanováčekite · metasaléeite · metatorbernite · metauranocircite · metauranospinite · metazeunerite · natrouranospinite · nováčekite · sabugalite · saléeite · threadgoldite · torbernite · trögerite · uramarsite · uramphite · uranocircite · uranospathite · uranospinite · vochtenite · zeunerite | |
| Gruppo dell'axinite               | axinite-(Fe) · axinite-(Mg) · axinite-(Mn) · tinzenite | [ 15 ] |
| Gruppo della bafertisite          | bafertisite · bobshannonite · bussenite · cámaraite · hejtmanite · jinshajiangite · perraultite · yoshimuraite | [ 16 ] |
| Gruppo della barite               | anglesite · barite · celestina · hashemite | [ 17 ] [ 18 ]                                                                                                   |
| Gruppo della bastnäsite           | bastnäsite-(Ce) · bastnäsite-(La) · bastnäsite-(Y) · idrossilbastnäsite-(Ce) · idrossilbastnäsite-(Nd) · thorbastnäsite | [ 19 ] |
| Gruppo della benitoite            | bazirite · benitoite · pabstite · wadeite | [ 20 ] |
| Gruppo della benjaminite          | benjaminite · cupropavonite · grumiplucite · makovickyite · mummeite · pavonite | Gruppo non usato dall'IMA                                                                                       |
| Gruppo del berillo                | bazzite · berillo · indialite · stoppaniite | |
| Gruppo della berlinite            | alarsite · berlinite · rodolicoite | Gruppo non usato dall'IMA                                                                                       |
| Gruppo della berthierite          | berthierite · clerite · garavellite | |
| Gruppo della berzeliite           | berzeliite · manganberzeliite · palenzonaite · schäferite | [ 21 ] |
| Gruppo della bjarebyite           | bjarebyite · johntomaite · kulanite · penikisite · perloffite | |
| Gruppo della bixbyite             | avicennite · bixbyite · kangite · yttriaite-(Y) | Gruppo non usato dall'IMA                                                                                       |
| Gruppo della blödite              | blödite · changoite · leonite · mereiterite · nickelblödite | |
| Gruppo della boracite             | boracite · chambersite · congolite · ericaite · trembathite | [ 23 ] |
| Gruppo della bournonite           | bournonite · cerromojonite · seligmannite · součekite | [ 24 ] |
| Gruppo della brackebuschite       | aldomarinoite · arsenbrackebuschite · arsentsumebite · bearthite · brackebuschite · bushmakinite · calderónite · canosioite · feinglosite · ferribushmakinite · gamagarite · goedkenite · grandaite · lombardoite · tokyoite · tsumebite | |
| Gruppo della bradleyite           | bonshtedtite · bradleyite · crawfordite · sidorenkite | Gruppo non usato dall'IMA                                                                                       |
| Gruppo della braunite             | abswurmbachite · braunite · gatedalite · neltnerite | |
| Gruppo della brucite              | amakinite · brucite · portlandite · pirocroite · theophrastite | |
| Gruppo della bukovite             | bukovite · chalcothallite · murunskite · thalcusite | |
| Gruppo della calcantite           | calcantite · jôkokuite · pentaidrite · siderotilo | |
| Gruppo della calcioferrite        | calcioferrite · kingsmountite · montgomeryite · zodacite | |
| Gruppo della calcite              | calcite · gaspéite · magnesite · manganocalcite · otavite · rodocrosite · sferocobaltite · siderite · smithsonite | |
| Gruppo della calcoalumite         | camérolaite · calcoalumite · idrombobomkulite · kyrgyzstanite · mbobomkulite | Gruppo non usato dall'IMA                                                                                       |
| Gruppo della calcofanite          | aurorite · calcofanite · ernienickelite · jianshuiite | |
| Gruppo della calcopirite          | calcopirite · eskebornite · gallite · laforêtite · lenaite · roquesite | |
| Gruppo del calomelano             | calomelano · kuzminite · moschelite | |
| Gruppo della cancrinite-sodalite  | Suddidiviso in due gruppi: gruppo della cancrinite: afghanite · alloriite · balliranoite · betzite · biachellaite · bystrite · cancrinite · cancrisilite · carbobystrite · carnegieite · davidsmithite · davyna · depmeierite · fantappièite · farneseite · franzinite · giuseppettite · idrossicancrinite · kalsilite · kircherite · kyanoxalite · Leucite · liottite · marinellite · metaleucite · microsommite · nefelina · pitiglianoite · quadridavyne · sacrofanite · steudelite · sulfidrilbystrite · tounkite · vishnevite gruppo della sodalite: bolotinaite · haüyne · lazurite · nosean · sapozhnikovite · slyudyankaite · sodalite · trikalsilite · trinefelina · tsaregorodtsevite · vladimirivanovite · yoshiokaite                                                         | |
| Gruppo della carnotite            | carnotite · margaritasite · metatyuyamunite · metavanuralite · sengierite · strelkinite · tyuyamunite · vanuralite | |
| Gruppo della carpholite           | balipholite · carpholite · ferrocarpholite · magnesiocarpholite · potassiccarpholite · vanadiocarpholite | |
| Gruppo della cervantite           | bismutocolumbite · bismutotantalite · cervantite · stibiocolumbite · stibiotantalite | |
| Gruppo della chevkinite           | chevkinite-(Ce) · dingdaohengite-(Ce) · maoniupingite-(Ce) · matsubaraite · perrierite-(Ce) · perrierite-(La) · rengeite · stronziochevkinite | |
| Gruppo della cilindrite           | abramovite · cilindrite · franckeite · lévyclaudite | |
| Gruppo della clorite              | baileycloro · borocookeite · chamosite · clinocloro · cookeite · donbassite · franklinfurnaceite · glagolevite · gonyerite · nimite · pennantite · sudoite | |
| Gruppo della cobaltite            | andrieslombaardite · changchengite · cobaltite · gersdorffite · hollingworthite · irarsite · jolliffeite · kalungaite · maslovite · mayingite · michenerite · milotaite · padmaite · platarsite · testibiopalladite · tolovkite · ullmannite · willyamite | |
| Gruppo della cobaltomenite        | ahlfeldite · cobaltomenite | Gruppo non usato dall'IMA                                                                                       |
| Gruppo della columbite-euxenite   | columbite-(Fe) · columbite-(Mg) · columbite-(Mn) · euxenite-(Y) · fersmite · kobeite-(Y) · loranskite-(Y) · qitianlingite · tantalite-(Fe) · tantalite-(Mg) · tantalite-(Mn) · tanteuxenite-(Y) · uranopolicrasio · yttrocrasite-(Y) | |
| Gruppo della cooperite            | braggite · cooperite · vysotskite | Gruppo non usato dall'IMA                                                                                       |
| Gruppo della copiapite            | aluminocopiapite · calciocopiapite · copiapite · cuprocopiapite · ferricopiapite · magnesiocopiapite · zincocopiapite | |
| Gruppo della coronadite           | coronadite · criptomelano · ferricoronadite · ferrihollandite · hollandite · manjiroite · stronziomelano · talliomelano | |
| Gruppo della crichtonite          | almeidaite · cleusonite · crichtonite · davidite-(Ce) · davidite-(La) · dessauite-(Y) · gramaccioliite-(Y) · landauite · lindsleyite · loveringite · mapiquiroite · mathiasite · paseroite · senaite | |
| Gruppo della danburite            | danburite · maleevite · pekovite | Gruppo non usato dall'IMA                                                                                       |
| Gruppo della derbylite            | derbylite · graeserite · tomichite | Gruppo non usato dall'IMA                                                                                       |
| Gruppo della devillina            | campigliaite · devillina · ktenasite · lautenthalite · serpierite | Gruppo non usato dall'IMA                                                                                       |
| Gruppo del diasporo               | böhmite · bracewellite · diasporo · goethite · groutite · guyanaite · montroseite · tsumgallite | |
| Gruppo della djerfisherite        | bartonite · djerfisherite · owensite · thalfenisite | |
| Gruppo della dolomite             | ankerite · dolomite · kutnohorite · minrecordite · norsethite | [ 25 ] |
| Gruppo della dufrénite            | burangaite · dufrénite · natrodufrénite | |
| Gruppo della dugganite            | cheremnykhite · dugganite · kuksite | |
| Gruppo della dumortierite         | dumortierite · magnesiodumortierite | |
| Gruppo della dundasite            | dresserite · dundasite · petterdite · stronziodresserite | |
| Gruppo della durangite            | | |
| Gruppo dell'ematite               | corindone · ematite · eskolaite · karelianite | |
| Gruppo dell'enigmatite            | enigmatite · krinovite · wilkinsonite | [ 26 ] |
| Gruppo dell'epistolite            | epistolite · innelite · lomonosovite · murmanite · polifite · quadrufite · shkatulkalite · sobolevite · vuonnemite · yoshimuraite | |
| Gruppo dell'epsomite              | epsomite · goslarite · morenosite | |
| Gruppo dell'esaidrite             | bianchite · chvaleticeite · ferroesaidrite · esaidrite · moorhouseite · nickelesaidrite | |
| Gruppo dell'ettringite            | bentorite · buryatite · carraraite · charlesite · ettringite · jouravskite · micheelsenite · sturmanite · thaumasite | |
| Gruppo dell'eucairite             | aguilarite · eucairite · naumannite | Gruppo non usato dall'IMA                                                                                       |
| Gruppo della fairfieldite         | anortoroselite · cassidyite · collinsite · fairfieldite · gaitite · hillite · messelite · parabrandtite · talmessite | |
| Gruppo della farmacolite          | ardealite · brushite · churchite-(Nd) · churchite-(Y) · farmacolite | Gruppo non usato dall'IMA - Alcuni di questi minerali secondo la classificazione IMA sono nel gruppo del gesso. |
| Gruppo della farmacosiderite      | farmacosiderite · natrofarmacosiderite · bariofarmacosiderite · idroniofarmacosiderite | |
| Gruppo del feldspato              | adularia · albite · amazzonite · andesina · anortite · anortoclasio · banalsite · buddingtonite · bytownite · celsiana · dmisteinbergite · ialofane · kokchetavite · labradorite · microclino · oligoclasio · ortoclasio · paracelsiana · reedmergnerite · rubicline · sanidino · slawsonite · stronalsite · svyatoslavite | |
| Gruppo della fergusonite          | clinofergusonite-(Ce) · clinofergusonite-(Nd) · clinofergusonite-(Y) · fergusonite-(Ce) · fergusonite-(Y) · formanite-(Y) | Gruppo non usato dall'IMA                                                                                       |
| Gruppo della fernandinite         | corvusite · fernandinite · straczekite | Gruppo non usato dall'IMA                                                                                       |
| Gruppo del ferro                  | cromo nativo · ferro nativo · taenite | |
| Gruppo della fillowite            | chladniite · fillowite · galileiite · johnsomervilleite · stornesite-(Y) | |
| Gruppo della fleischerite         | despujolsite · fleischerite · mallestigite · schaurteite | |
| Gruppo della fosfosiderite        | kolbeckite · metavariscite · fosfosiderite | Gruppo non usato dall'IMA                                                                                       |
| Gruppo della fosfuranilite        | althupite · arsenuranilite · bergenite · dewindtite · dumontite · fosfuranilite · françoisite-(Ce) · françoisite-(Nd) · hügelite · metavanmeersscheite · mundite · phuralumite · phurcalite · upalite · vanmeersscheite · yingjiangite | |
| Gruppo della franconite           | franconite · hochelagaite · ternovite | |
| Gruppo della gadolinite-datolite  | bakerite · datolite · gadolinite-(Ce) · gadolinite-(Y) · gadolinite-(Nd) · hingganite-(Ce) · hingganite-(Y) · hingganite-(Yb) · homilite · minasgeraisite-(Y) | Gruppo non usato dall'IMA                                                                                       |
| Gruppo della gainesite            | gainesite · mccrillisite · selwynite | |
| Gruppo della galena               | alabandite · altaite · clausthalite · galena · keilite · niningerite · oldhamite | |
| Gruppo della ganofillite          | eggletonite · ganofillite · tamaite | |
| Gruppo della germanite            | colusite · germanite · germanocolusite · maikainite · nekrasovite · ovamboite · stibiocolusite | |
| Gruppo della gillespite           | cuprorivaite · effenbergerite · gillespite · wesselsite | |
| Gruppo del granato                | almandino · andradite · calderite · eringaite · goldmanite · grossularia · knorringite · majorite · menzerite-(Y) · momoiite · morimotoite · piropo · rubinite · spessartina · uvarovite | |
| Gruppo della gutkovaite           | alsakharovite-Zn · gutkovaite-Mn · neskevaaraite-Fe | [ 27 ] |
| Gruppo dell'halite                | bromargirite · carobbiite · clorargirite · griceite · halite · silvite · villiaumite | |
| Gruppo dell'hauchecornite         | arsenohauchecornite · bismutohauchecornite · hauchecornite · tellurohauchecornite · tučekite | |
| Gruppo dell'hausmannite           | hausmannite · hetaerolite · idrohetaerolite · iwakiite | Gruppo non usato dall'IMA                                                                                       |
| Gruppo dell'herderite             | bergslagite · herderite · idrossilherderite | |
| Gruppo dell'hilairite             | calciohilairite · hilairite · komkovite · pyatenkoite-(Y) · sazykinaite-(Y) | |
| Gruppo dell'howieite              | howieite · johninnesite · taneyamalite | |
| Gruppo dell'humboldtina           | glushinskite · humboldtina · lindbergite | |
| Gruppo dell'humite                | Suddiviso in due sottogruppi: sottogruppo dell'humite: clinohumite · condrodite · humite · idrossilclinohumite · norbergite sottogruppo della reinhardbraunsite: alleghanyite · jerrygibbsite · leucophoenicite · manganhumite · reinhardbraunsite · ribbeite · sonolite | |
| Gruppo dell'hureaulite            | hureaulite · sainfeldite · villyaellenite | |
| Gruppo dell'idromagnesite         | dypingite · idromagnesite · widgiemoolthalite | Gruppo non usato dall'IMA                                                                                       |
| Gruppo dell'idrotalcite           | desautelsite · droninoite · idrotalcite · iowaite · jamborite · meixnerite · piroaurite · reevesite · stichtite · takovite · woodallite | |
| Gruppo dell'ilesite               | aplowite · boyleite · ilesite · rozenite · starkeyite | Gruppo non usato dall'IMA                                                                                       |
| Gruppo dell'ilmenite              | akimotoite · brizziite · ecandrewsite · geikielite · ilmenite · melanostibite · pirofanite | |
| Gruppo dell'inderite              | inderborite · inderite · inyoite | |
| Gruppo dell'iraqite               | arapovite · iraqite-(La) · steacyite · turkestanite | |
| Gruppo della jahnsite             | jahnsite-(CaMnFe) · jahnsite-(CaMnMg) · jahnsite-(CaMnMn) · jahnsite-(MnMnMn) · keckite · rittmannite · whiteite-(CaFeMg) · whiteite-(CaMnMg) · whiteite-(MnFeMg) | |
| Gruppo della jarlite              | calcjarlite · jarlite · jørgensenite | Gruppo non usato dall'IMA                                                                                       |
| Gruppo della kieserite            | cobaltkieserite · dwornikite · gunningite · kieserite · szmikite · szomolnokite | |
| Gruppo della kittatinnyite        | kittatinnyite · wallkilldellite · wallkilldellite-(Fe) | Gruppo non usato dall'IMA                                                                                       |
| Gruppo della kobellite            | izoklakeite · kobellite · tintinaite | |
| Gruppo della koechlinite          | koechlinite · russellite · tungstibite | |
| Gruppo della koritnigite          | cobaltkoritnigite · koritnigite · krautite · yvonite | |
| Gruppo della kuzmenkoite          | gjerdingenite-Ca · gjerdingenite-Fe · gjerdingenite-Mn · gjerdingenite-Na · karupmøllerite-Ca · kuzmenkoite-Mn · kuzmenkoite-Zn · lepkhenelmite-Zn | [ 27 ] |
| Gruppo della lamprofillite        | baritolamprofillite · bornemanite · delindeite · emmerichite · epistolite · fluorbaritolamprofillite · fluorlamprofillite · fosfoinnelite · innelite · kazanskyite · lamprofillite · lileyite · nabalamprofillite · nechelyustovite · polifite · saamite · shkatulkalite · vuonnemite · zvyaginite | |
| Gruppo della langbeinite          | efremovite · langbeinite · manganolangbeinite | |
| Gruppo della langite              | langite · posnjakite · wroewolfeite | Gruppo non usato dall'IMA                                                                                       |
| Gruppo della lantanite            | lantanite-(Ce) · lantanite-(La) · lantanite-(Nd) | Gruppo non usato dall'IMA                                                                                       |
| Gruppo della lapieite             | lapieite · malyshevite · mückeite | |
| Gruppo della lawsonite            | hennomartinite · itoigawaite · lawsonite · noelbensonite | |
| Gruppo della lazulite             | barbosalite · hentschelite · lazulite · scorzalite · wilhelmkleinite | |
| Gruppo della lemmleinite          | lemmleinite-Ba · lemmleinite-K | |
| Gruppo della leucofosfite         | leucofosfite · spheniscidite · tinsleyite | |
| Gruppo della linnaeite            | bornhardtite · cadmoindite · carrollite · cuproiridsite · cuprorhodsite · daubréelite · ferrorhodsite · fletcherite · florensovite · greigite · indite · kalininite · linnaeite · malanite · polidimite · siegenite · trüstedtite · tyrrellite · violarite | |
| Gruppo della litidionite          | fenaksite · calcinaksite · litidionite · manaksite | |
| Gruppo della ludwigite            | azoproite · bonaccordite · fredrikssonite · ludwigite · marinaite · savelievaite · vonsenite | |
| Gruppo della mantienneite         | benyacarite · mantienneite · paulkerrite | |
| Gruppo della marcasite-löllingite | Suddiviso in due sottogruppi: sottogruppo della löllingite: anduoite · costibite · löllingite · nisbite · oenite · omeiite · rammelsbergite · safflorite · seinäjokite sottogruppo della marcasite: ferroselite · frohbergite · kullerudite · marcasite · mattagamite | |
| Gruppo della matildite            | bohdanowiczite · matildite · volynskite | |
| Gruppo della matlockite           | bismoclite · daubréeite · matlockite · rorisite · zavaritskite | |
| Gruppo della mckelveyite          | donnayite-(Y) · mckelveyite-(Y) · weloganite | |
| Gruppo della medenbachite         | cobaltneustädtelite · medenbachite · neustädtelite | Gruppo non usato dall'IMA                                                                                       |
| Gruppo della melanterite          | alpersite · bieberite · boothite · mallardite · melanterite · zincmelanterite | |
| Gruppo della melilite             | åkermanite · alumoåkermanite · gehlenite · gugiaite · hardystonite · okayamalite | |
| Gruppo della melonite             | berndtite · kitkaite · melonite · merenskyite · moncheite · shuangfengite · sudovikovite | |
| Gruppo delle miche                | Suddiviso in tre sottogruppi: sottogruppo delle miche vere: aluminoceladonite · annite · aspidolite · boromuscovite · celadonite · cromceladonite · cromfillite · eastonite · ephesite · ferroaluminoceladonite · ferroceladonite · flogopite · fluorannite · fluoroflogopite · ganterite · hendricksite · masutomilite · montdorite · muscovite · nanpingite · norrishite · paragonite · polilitionite · preiswerkite · roscoelite · shirokshinite · shirozulite · siderofillite · sokolovaite · tainiolite · tetraferriannite · tetraferriflogopite · tobelite · trilitionite sottogruppo delle miche fragili: anandite · bityite · chernykhite · clintonite · ferrokinoshitalite · kinoshitalite · margarite · ossikinoshitalite sottogruppo delle miche interstrato-carenti: wonesite | |
| Gruppo della milarite             | almarudite · armenite · berezanskite · brannockite · chayesite · darapiozite · dusmatovite · eifelite · friedrichbeckeite · klöchite · merrihueite · milarite · oftedalite · osumilite · osumilite-(Mg) · poudretteite · roedderite · shibkovite · sogdianite · sugilite · trattnerite · yagiite | Gruppo non usato dall'IMA, che elenca molti di questi minerali nel gruppo dell'osumilite.                       |
| Gruppo della mixite               | agardite-(Ce) · agardite-(La) · agardite-(Y) · calciopetersite · goudeyite · mixite · petersite-(Y) · plumboagardite · zálesíite | |
| Gruppo della modderite            | cherepanovite · modderite · ruthenarsenite · westerveldite | Gruppo non usato dall'IMA                                                                                       |
| Gruppo della molibdenite          | drysdallite · jordisite · molibdenite · tungstenite | |
| Gruppo della monazite             | cheralite · gasparite-(Ce) · monazite-(Ce) · monazite-(La) · monazite-(Nd) · monazite-(Sm) · rooseveltite | |
| Gruppo della mooreite             | lawsonbauerite · mooreite · torreyite | Gruppo non usato dall'IMA                                                                                       |
| Gruppo della nantokite            | marshite · miersite · nantokite | I minerali di questo gruppo sono classificati dall'IMA nel gruppo della clorargirite                            |
| Gruppo della nefelina             | kaliofilite · kalsilite · megakalsilite · nefelina · panunzite · trikalsilite | Gruppo non usato dall'IMA                                                                                       |
| Gruppo della nenadkevichite       | korobitsynite · nenadkevichite | [ 27 ] |
| Gruppo della neptunite            | magnesioneptunite · manganoneptunite · neptunite · watatsumiite | |
| Gruppo della niccolite            | breithauptite · freboldite · kotulskite · langisite · niccolite · niggliite · sederholmite · sobolevskite · sorosite · stumpflite · sudburyite · yuanjiangite | |
| Gruppo della nigerite             | ferronigerite-6N6S · magnesionigerite-6N6S · ferronigerite-2N1S · magnesionigerite-2N1S | |
| Gruppo della nordite              | ferronordite-(Ce) · ferronordite-(La) · manganonordite-(Ce) · nordite-(Ce) · nordite-(La) | |
| Gruppo della northupite           | ferrotychite · manganotychite · northupite · tychite | |
| Gruppo della nowackiite           | aktashite · gruzdevite · nowackiite | Gruppo non usato dall'IMA                                                                                       |
| Gruppo della namuwite             | bechererite · gordaite · guarinoite · hanahanite · haywoodite · hodgesmithite · lahnsteinite · namuwite · osakaite · ramsbeckite · thérèsemagnanite · tzeferisite | |
| Gruppo dell'olivenite             | adamite · auriacusite · eveite · libethenite · olivenite · zincolibethenite · zincolivenite | |
| Gruppo dell'olivina               | calcio-olivina · fayalite · forsterite · glaucochroite · kirschsteinite · liebenbergite · monticellite · tephroite · olivina | |
| Gruppo dell'organovaite           | organovaite-Mn · organovaite-Zn · parakuzmenkoite-Fe | [ 27 ] |
| Gruppo dell'ortopinakiolite       | blatterite · chestermanite · ortopinakiolite · takéuchiite | |
| Gruppo dell'osmio                 | garutiite · osmio nativo · rutheniridosmine · rutenio nativo | Gruppo non usato dall'IMA                                                                                       |
| Gruppo dell'ottrélite             | carboirite · cloritoide · magnesiocloritoide · ottrélite | Gruppo usato dall'IMA con il nome gruppo della cloritoide                                                       |
| Gruppo dell'overite               | juonniite · lun'okite · manganosegelerite · overite · segelerite · wilhelmvierlingite | |
| Gruppo della palygorskite         | palygorskite · tuperssuatsiaite · yofortierite | |
| Gruppo della paratsepinite        | paratsepinite-Ba · paratsepinite-Na | [ 27 ] |
| Gruppo della parisite             | parisite-(Ce) · röntgenite-(Ce) | |
| Gruppo della pentlandite          | argentopentlandite · cobaltpentlandite · geffroyite · pentlandite · shadlunite | |
| Gruppo del periclasio             | bunsenite · calce · manganosite · monteponite · periclasio · wüstite | |
| Gruppo della picromerite          | boussingaultite · cianocroite · konyaite · mohrite · nickelboussingaultite · picromerite | |
| Gruppo della pinakiolite          | aluminomagnesiohulsite · hulsite · magnesiohulsite · pinakiolite | |
| Gruppo del piombo                 | alluminio nativo · nichel nativo · piombo nativo | Gruppo non usato dall'IMA                                                                                       |
| Gruppo della pirite               | aurostibite · cattierite · dzharkenite · erlichmanite · fukuchilite · gaotaiite · geversite · hauerite · kruťaite · krutovite · laurite · penroseite · pirite · pirrotite · sperrylite · trogtalite · vaesite · villamanínite | |
| Gruppo della plagionite           | fülöppite · eteromorfite · plagionite · rayite · semseyite | |
| Gruppo del platino                | rutenio nativo · rodio nativo · palladio nativo · osmio nativo · iridio nativo · platino nativo | Gruppo non usato dall'IMA                                                                                       |
| Gruppo della plumboferrite        | batiferrite · diaoyudaoite · haggertyite · hawthorneite · hibonite · lindqvistite · magnetoplumbite · nežilovite · plumboferrite · yimengite | Gruppo non usato dall'IMA                                                                                       |
| Gruppo della polibasite           | cupropearceite · cupropolybasite · pearceite · polibasite | |
| Gruppo della preisingerite        | petitjeanite · preisingerite · schumacherite | |
| Gruppo della pumpellyite          | julgoldite-(Fe2+) · julgoldite-(Fe3+) · julgoldite-(Mg) · okhotskite · poppiite · pumpellyite-(Al) · pumpellyite-(Fe2+) · pumpellyite-(Fe3+) · pumpellyite-(Mg) · pumpellyite-(Mn2+) · shuiskite | |
| Gruppo della pirosmalite          | friedelite · mcgillite · nelenite · pirosmalite-(Fe) · pirosmalite-(Mn) · schallerite | |
| Gruppo della quintinite           | caresite · charmarite · clormagaluminite · comblainite · quintinite · zaccagnaite | |
| Gruppo del rame                   | argento nativo · oro nativo · rame nativo | |
| Gruppo della rasvumite            | pautovite · picotpaulite · rasvumite | Gruppo non usato dall'IMA                                                                                       |
| Gruppo della reddingite           | fosfoferrite · garyansellite · kryzhanovskite · landesite · reddingite | Gruppo non usato dall'IMA                                                                                       |
| Gruppo della remondite            | petersenite-(Ce) · rémondite-(Ce) · rémondite-(La) | I minerali di questo gruppo sono classificati dall'IMA nel gruppo della burbankite                              |
| Gruppo del retzian                | retzian-(Ce) · retzian-(La) | |
| Gruppo della reyerite             | minehillite · reyerite · truscottite | |
| Gruppo della rhabdophane          | brockite · grayite · ningyoite · rhabdophane-(Ce) · rhabdophane-(La) · rhabdophane-(Nd) · tristramite | |
| Gruppo della rhönite              | dorrite · høgtuvaite · makarochkinite · rhönite · serendibite · welshite | |
| Gruppo della rodonite             | babingtonite · litiomarsturite · manganbabingtonite · marsturite · nambulite · natronambulite · rodonite · scandiobabingtonite | |
| Gruppo della rosasite             | malachite · mcguinnessite · nullaginite · rosasite | |
| Gruppo della roscherite           | atencioite · greifensteinite · guimarãesite · roscherite · ruifrancoite · zanazziite | |
| Gruppo della roselite             | brandtite · roselite · wendwilsonite · zincroselite | Gruppo non usato dall'IMA                                                                                       |
| Gruppo della rosenbuschite        | götzenite · grenmarite · hainite-(Y) · kochite · rosenbuschite · seidozerite | |
| Gruppo della rossite              | metadelrioite · metarossite · rossite | Gruppo non usato dall'IMA                                                                                       |
| Gruppo del rutilo                 | argutite · cassiterite · paratellurite · plattnerite · pirolusite · rutilo · stishovite | |
| Gruppo della samarskite           | calciosamarskite · ishikawaite · samarskite-(Y) · samarskite-(Yb) · shakhdaraite-(Y) · srilankite · yttrotantalite-(Y) · tantalaeschynite-(Ce) | |
| Gruppo della scapolite            | marialite · dipiro · mizzonite · meionite · silvialite | |
| Gruppo della scheelite            | powellite · scheelite · stolzite · tetrarooseveltite · wulfenite | |
| Gruppo della schoepite            | metaschoepite · paraschoepite · schoepite | |
| Gruppo della schreyerite          | kyzylkumite · olkhonskite · schreyerite | Gruppo non usato dall'IMA                                                                                       |
| Gruppo della scorodite            | mansfieldite · scorodite · strengite · variscite · yanomamite | Gruppo usato dall'IMA con il nome gruppo della variscite                                                        |
| Gruppo della sepiolite            | falcondoite · loughlinite · sepiolite | |
| Gruppo del serpentino             | allofane · amesite · antigorite · berthierine · brindleyite · caolinite · crisotilo · cronstedtite · dickite · fraipontite · greenalite · idrohalloysite · halloysite · kellyite · lizardite · manandonite · nacrite · népouite · odinite · pecoraite | |
| Gruppo della sfalerite            | coloradoite · hawleyite · metacinabro · rudashevskyite · sfalerite · stilleite · tiemannite | |
| Gruppo della skutterudite         | dzhalindite · ferroskutterudite · kieftite · nickelskutterudite · skutterudite | |
| Gruppo della smectite             | aliettite · bannisterite · beidellite · brinrobertsite · corrensite · dozyite · ferrisurite · ferrosaponite · idrobiotite · kulkeite · lunijianlaite · montmorillonite · nontronite · rectorite · saliotite · saponite · sauconite · stilpnomelano · surite · swinefordite · tosudite · vermiculite · volkonskoite · yakhontovite · zincsilite | |
| Gruppo degli spinelli             | cromite · cocromite · coulsonite · cuprospinello · dellagiustaite · deltalumite · franklinite · gahnite · galaxite · guite · hausmannite · hercynite · hetaerolite · jacobsite · jacobsite-Q · maghemite · magnesiocromite · magnesiocoulsonite · magnesioferrite · magnetite · manganocromite · nicromite · spinello · termaerogenite · titanomaghemite · trevorite · vuorelainenite · zincocromite | |
| Gruppo della stannite             | barquillite · briartite · černýite · famatinite · ferrokësterite · hocartite · kësterite · kuramite · luzonite · permingeatite · pirquitasite · stannite · velikite | |
| Gruppo della staurolite           | magnesiostaurolite · staurolite · zincostaurolite | |
| Gruppo della stewartite           | gordonite · kastningite · laueite · mangangordonite · paravauxite · sigloite · stewartite · ushkovite | Nella classificazione IMA i minerali di questo gruppo sono nel gruppo della laueite                             |
| Gruppo della stibnite             | antimonselite · bismutinite · guanajuatite · stibnite | |
| Gruppo della stottite             | jeanbandyite · mopungite · stottite · tetrawickmanite | Gruppo non usato dall'IMA                                                                                       |
| Gruppo della strunzite            | ferristrunzite · ferrostrunzite · strunzite | |
| Gruppo della symesite             | mereheadite · symesite | Gruppo non usato dall'IMA                                                                                       |
| Gruppo della synchysite           | huanghoite-(Ce) · synchysite-(Ce) · synchysite-(Nd) · synchysite-(Y) | |
| Gruppo della taaffeite            | magnesiotaaffeite-6N'3S · ferrotaaffeite-6N'3S · magnesiotaaffeite-2N'2S | [ 29 ] |
| Gruppo del talco                  | ferripirofillite · minnesotaite · pirofillite · talco · willemseite | |
| Gruppo del tantalcarbide          | khamrabaevite · niobocarbide · tantalcarbide | Gruppo non usato dall'IMA                                                                                       |
| Gruppo della tapiolite            | byströmite · ordoñezite · tapiolite-(Fe) · tapiolite-(Mn) · tripuhyite | |
| Gruppo della taramellite          | nagashimalite · taramellite · titantaramellite | Gruppo non usato dall'IMA                                                                                       |
| Gruppo del tellurio               | selenio nativo · tellurio nativo | |
| Gruppo della tennantite           | annivite · argentotennantite · argentotetrahedrite · freibergite · galkhaite · giraudite · goldfieldite · hakite · tennantite · tetraedrite | Gruppo non usato dall'IMA                                                                                       |
| Gruppo della tetradimite          | hedleyite · ikunolite · ingodite · kawazulite · laitakarite · nevskite · paraguanajuatite · pilsenite · poubaite · rucklidgeite · skippenite · sulfotsumoite · tellurantimonio · tellurobismutite · telluronevskite · tetradimite · tsumoite · vihorlatite | |
| Gruppo della thortveitite         | gittinsite · keiviite-(Y) · keiviite-(Yb) · thortveitite · yttrialite-(Y) | |
| Gruppo della titanite             | malayaite · titanite · vanadomalayaite | |
| Gruppo della trifilite            | buchwaldite · eterosite · ferrisicklerite · litiofilite · marićite · natrofilite · purpurite · sicklerite · simferite · trifilite | |
| Gruppo della triplite             | triplite · zwieselite | |
| Gruppo della trippkeite           | apuanite · kusachiite · schafarzikite · trippkeite · versiliaite | |
| Gruppo della tsumcorite           | cabalzarite · cobaltlotharmeyerite · cobalttsumcorite · ferrilotharmeyerite · fosfogartrellite · gartrellite · helmutwinklerite · krettnichite · lotharmeyerite · lukrahnite · manganlotharmeyerite · mawbyite · mounanaite · natrochalcite · nickellotharmeyerite · nickelschneebergite · rappoldite · schneebergite · thometzekite · tsumcorite · zincgartrellite | |
| Gruppo della tuhualite            | emeleusite · tuhualite · zektzerite | |
| Gruppo della tulameenite          | ferronickelplatinum · tetra-auricupride · tetraferroplatinum · tulameenite | Gruppo non usato dall'IMA                                                                                       |
| Gruppo della turchese             | aheylite · calcosiderite · faustite · planerite · turchese | |
| Gruppo dell'uraninite             | cerianite-(Ce) · thorianite · uraninite | |
| Gruppo della valleriite           | haapalaite · valleriite · yushkinite | |
| Gruppo della vesuvianite          | fluorvesuvianite · manganvesuvianite · vesuvianite · wiluite | |
| Gruppo della vivianite            | annabergite · arupite · barićite · eritrite · hörnesite · köttigite · manganohörnesite · pakhomovskyite · parasymplesite · vivianite | |
| Gruppo della vuoriyarvite         | tsepinite-Ca · tsepinite-K · tsepinite-Na · tsepinite-Sr · vuoriyarvite-K | [ 27 ] |
| Gruppo della wagnerite            | sarkinite · staněkite · triploidite · wagnerite · wolfeite | |
| Gruppo della wardite              | cyrilovite · millisite · wardite | |
| Gruppo della welinite             | franciscanite · örebroite · welinite | |
| Gruppo della wickmanite           | burtite · mushistonite · natanite · schoenfliesite · vismirnovite · wickmanite | Gruppo non usato dall'IMA                                                                                       |
| Gruppo della wicksite             | bederite · grischunite · tassieite · wicksite | |
| Gruppo della wilkmanite           | brezinaite · heideite · wilkmanite | Gruppo non usato dall'IMA                                                                                       |
| Gruppo della willemite            | eucriptite · phenakite · willemite | Gruppo usato dall'IMA con il nome gruppo della phenakite                                                        |
| Gruppo della wodginite            | achalaite · ferrotitanowodginite · ferrowodginite · litiotantite · litiowodginite · tantalowodginite · titanowodginite · wodginite | |
| Gruppo della wolframite           | dmitryvarlamovite · ferberite · heftetjernite · huanzalaite · hübnerite · krasnoselskite · nioboheftetjernite · rossovskyite · sanmartinite | |
| Gruppo della wollastonite         | bustamite · ferrobustamite · pectolite · sérandite | |
| Gruppo della woodwardite          | honessite · woodwardite · zincowoodwardite | |
| Gruppo della wurtzite             | cadmoselite · greenockite · rambergite · wurtzite | |
| Gruppo della wyllieite            | bobfergusonite · ferrorosemaryite · ferrowyllieite · qingheiite · rosemaryite · wyllieite | |
| Gruppo della wöhlerite            | baghdadite · burpalite · cuspidina · hiortdahlite · janhaugite · låvenite · niocalite · normandite · wöhlerite | |
| Gruppo dello xenotime             | chernovite-(Y) · dreyerite · pretulite · wakefieldite-(Ce) · wakefieldite-(Y) · xenotime-(Y) · xenotime-(Yb) | |
| Gruppo della zemannite            | keystoneite · kinichilite · zemannite | |
| Gruppo delle zeoliti              | Lo stesso argomento in dettaglio: Zeolite . | |
| Gruppo dello zinco                | cadmio nativo · zinco nativo | Gruppo non usato dall'IMA                                                                                       |
| Gruppo della zippeite             | cobaltzippeite · magnesiozippeite · marécottite · natrozippeite · nickelzippeite · pseudojohannite · zinczippeite · zippeite | |
| Gruppo dello zircone              | coffinite · hafnon · thorite · zircone | |
| Gruppo della zvyagintsevite       | atokite · rustenburgite · zvyagintsevite | Gruppo non usato dall'IMA                                                                                       |